# Trichomyia barrettoi
Trichomyia barrettoi är en tvåvingeart som beskrevs av Duckhouse 1973. Trichomyia barrettoi ingår i släktet Trichomyia och familjen fjärilsmyggor. Inga underarter finns listade i Catalogue of Life.